# Alice Volpi
Alice Volpi (* 15. April 1992 in Siena) ist eine italienische Fechterin in der Waffengattung Florett. Sie wurde in dieser Disziplin Einzel- und Mannschaftsweltmeisterin.

## Leben und Karriere
Alice Volpi ist die Tochter eines italienischen Vaters und einer brasilianischen Mutter. Bei den Weltmeisterschaften 2017 in Leipzig belegte sie im Florett-Einzelwettbewerb den zweiten Platz und gewann somit die Silbermedaille. Ferner gehörte sie bei derselben WM dem italienischen Frauen-Florettteam an, das die Goldmedaille im Mannschaftswettbewerb gewann. Bei den Weltmeisterschaften 2018 in Wuxi wurde sie Weltmeisterin im Florett-Einzel und gewann mit dem Frauen-Florettteam die Silbermedaille. Zudem gewann sie mehrere Medaillen bei Europameisterschaften. Bei den 2021 ausgetragenen Olympischen Spielen 2020 in Tokio gewann sie mit der Mannschaft die Bronzemedaille. Im Einzelwettbewerb belegte sie den vierten Platz. Bei den Europameisterschaften 2022 gelang ihr mit der Mannschaft der Titelgewinn, während sie im Einzel Bronze gewann. Im selben Jahr wurde sie in Kairo mit der Mannschaft außerdem Weltmeisterin. 2023 gewann sie bei den Weltmeisterschaften erneut die Titel im Einzel und mit der Mannschaft.
Bei den Olympischen Spielen 2024 in Paris belegte sie erneut den vierten Platz im Florett-Einzelwettbewerb und verpasste somit zum zweiten Mal hintereinander eine olympische Einzelmedaille nur knapp durch eine Niederlage im Gefecht um Bronze. Im Mannschaftswettbewerb gewann sie mit dem italienischen Team die Silbermedaille.

## Belege
1. ↑  Grand Prix Inalpi di scherma, prima vittoria mondiale per l'italiana Alice Volpi. In: torino.repubblica.it. 28. November 2015, abgerufen am 6. August 2018 (italienisch).
2. ↑  Archivierte Kopie (Memento vom 23. Juli 2017 im Internet Archive)
3. ↑  Archivierte Kopie (Memento vom 29. Juli 2017 im Internet Archive)
4. ↑  Archivierte Kopie (Memento vom 26. Juli 2017 im Internet Archive)
5. ↑  https://fie.org/competitions/2018/243
6. ↑  https://fie.org/competitions/2018/249
7. ↑  Ergebnisliste im Webauftritt der FIE, WM 2023, Florett Frauen Einzel
8. ↑  Ergebnisliste im Webauftritt der FIE, WM 2023, Florett Frauen Mannschaft

| Personendaten    | Personendaten                 |
| ---------------- | ----------------------------- |
| NAME             | Volpi, Alice                  |
| KURZBESCHREIBUNG | italienische Florettfechterin |
| GEBURTSDATUM     | 15. April 1992                |
| GEBURTSORT       | Siena                         |